# Akademiska sjukhuset
Akademiska sjukhuset är ett universitetssjukhus i Uppsala som invigdes i sin nuvarande form den 1 augusti 1867. Sjukhuset har dock anor sedan 1708 då Lars Roberg lät uppföra en klinisk sjukstuga, Nosoconium academicum, i Oxenstiernska huset.
I folkmun omnämns sjukhuset ibland som Ackis; även stavningen Akkis förekommer.

## Historik

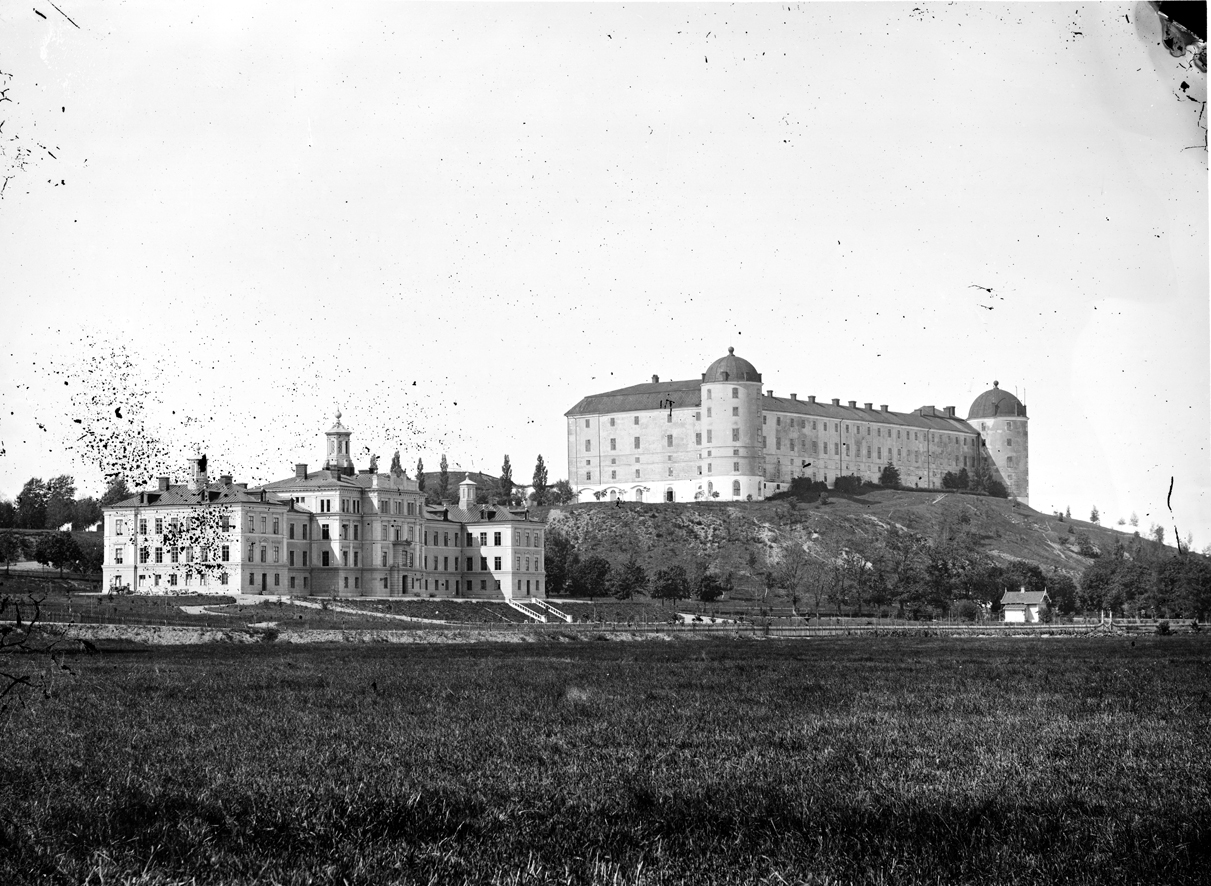
Akademiska sjukhuset och Uppsala slott från söder på 1860-talet.

År 1292 testamenterade Magnus Johansson (Ängel) ett hus för inrättande av ett härbärge för fattiga och 1299-1302 uppfördes Helgeandshuset vid Fyris torg, ett kyrkligt vårdhem för sjuka och fattiga, vilket dock drogs in till kronan och lades ned av Gustav Vasa efter att en tid ha fortsatt att fungera under namnet "spetalen".
Olof Rudbeck den äldre väckte 1666 förslag på inrättandet av ett nosoconium, akademiskt sjukhus, men förslaget ledde då inte till något resultat. För att i någon mån avhjälpa bristen på ett sjukhus i anslutning till universitetsutbildningen i Uppsala inrättade medicinska fakulteten 1700 en poliklinik. Professor Lars Roberg var mycket verksam för att få till stånd ett akademiskt sjukhus och 1708 inköpte universitetet Oxenstiernska huset för detta ändamål. Sjukhuset kallades Nosocomium Academicum. Sjukhusets drift var mycket oregelbunden och låg under långa perioder nere på grund av otillräcklig finansiering. Rogbergs efterträdare Nils Rosén von Rosenstein började sin verksamhet 1742 och under hans tid reparerades och tillbyggdes sjukhuset.
Poliklinisk verksamhet var huvudsaken, men enskilda patienter erhöll även klinisk vård. På 1750-talet fanns 6 vårdplatser, och framåt sekelskiftet 1800 klarade man att ta 10 patienter för klinisk vård. Under  Israel Hwasser, som blev prefekt för sjukhuset 1831, blev det betydligt utvidgat. Mot slutet 1840-talet förfogade man över 32 sängar på allmänna avdelningen och 8 sängar för studentsjukvården. Redan 1815 väcktes förslag att Akademiska sjukhuset skulle slås samman med länslasarettet, men det dröjde till 1857 innan de båda vårdinrättningarna förenades.
Dagens Akademiska sjukhus, beläget söder om slottet, fullbordades 1867 i fyra våningar och var då ett av de modernaste i Norden. 1901-03 uppfördes nybyggnader för ekonomiavdelning, för oftalmiatrisk, gynekologisk och obstretisk klinik, klinik för bröstsjukdomar och för isoleringsavdelning. 1919-26 genomfördes en ombyggnad efter ritningar av Ernst Stenhammar, varefter byggnadernas volym tredubblades och vårdplatserna ökade till 585.

## Verksamhet
Sedan 1983 är sjukhuset i Region Uppsalas ägo efter att svenska staten lämnade över ansvaret. Från 1988 inkluderar Akademiska sjukhuset Ulleråkers sjukhus. År 2010 fanns drygt 1 100 vårdplatser på Akademiska sjukhuset. År 2008 hade sjukhuset funnits i 300 år.
TV-serien Sjukhuset spelades in på Akademiska sjukhuset och visades på TV3 under åren 2007-2009.
Den 24 april 2014 inleddes ett omfattande projekt med att bygga ut Akademiska sjukhuset. Utbyggnaden beräknas (under 2016) vara färdig 2023 och omfattar en budget om 5,8 miljarder kronor. Totalt omfattar projektet nybyggnation av 60 000 kvadratmeter och ombyggnation av ytterligare 80 000 kvadratmeter.

### Fotnoter
1. 1 2  ”Om Akademiska”. Akademiska sjukhuset. 8 juli 2013. Arkiverad från originalet den 6 mars 2016. https://web.archive.org/web/20160306173356/http://www.akademiska.se/om-akademiska/korta-fakta/. Läst 8 juli 2013.
2. ↑  ”Folkmängd och befolkningsförändringar - Kvartal 1, 2025”. Statistiska centralbyrån. 13 maj 2025. https://www.scb.se/hitta-statistik/statistik-efter-amne/befolkning-och-levnadsforhallanden/befolkningens-sammansattning-och-utveckling/befolkningsstatistik/pong/tabell-och-diagram/folkmangd-och-befolkningsforandringar---manad-kvartal-och-halvar/folkmangd-och-befolkningsforandringar---kvartal-1-2025/. Läst 14 maj 2025.
3. ↑  https://www.akademiska.se/om-oss/om-akademiska-sjukhuset/arsredovisning-kvalitetsbokslut-och-korta-fakta/ (Läst 28 augusti 2024)
4. ↑  Det medeltida Sverige, 1:2 Tiundaland
5. ↑  https://www.uu.se/om-uu/historia/historiska-kulturmiljoer/oxenstiernska-husets-historia
6. 1 2 3  Carlquist, Gunnar, red (1929). Svensk uppslagsbok. Bd 17. Malmö: Baltiska förlaget. sid. 405-06
7. ↑  Lovisa Åslund (2 juli 2024). ”Därför saknas tusen konstverk i region Uppsala”. unt.se. https://unt.se/kultur/uppsala/artikel/darfor-saknas-tusen-konstverk-i-region-uppsala/lz4o3w1r. Läst 2 juli 2024.
8. ↑  Sjukhuset | TV3 Play Arkiverad 2 september 2011 hämtat från the Wayback Machine. (läst 8 augusti 2011)
9. ↑  ”Start för storbygge på Akademiska sjukhuset - www.lul.se”. www.lul.se. Arkiverad från originalet den 13 oktober 2016. https://web.archive.org/web/20161013071406/http://www.lul.se/sv/Landsting--politik/Nyheter/Landstingets-ledningskontor/Start-for-storbygge-pa-Akademiska-sjukhuset/. Läst 12 oktober 2016.
10. ↑  ”Om projektet - Akademiska sjukhuset”. www.akademiska.se. Arkiverad från originalet den 15 mars 2018. https://web.archive.org/web/20180315085525/http://www.akademiska.se/sv/Framtidens-akademiska/Framtidens-Akademiska/Om-projektet1/. Läst 12 oktober 2016.
11. ↑  ”Framtidens lokaler - Akademiska sjukhuset”. www.akademiska.se. Arkiverad från originalet den 12 oktober 2016. https://web.archive.org/web/20161012232321/http://www.akademiska.se/sv/Framtidens-akademiska/Framtidens-Akademiska/Om-projektet/. Läst 12 oktober 2016.